# Polina Jurjewna Scharkowa
Polina Jurjewna Scharkowa (russisch Полина Юрьевна Шаркова, englisch Polina Sharkova; * 6. Januar 1994 in Wolgograd, geborene Polina Jurjewna Wedjochina) ist eine russische Handballspielerin.

## Karriere
Polina Scharkowa lief ab dem Jahre 2011 für GK Dynamo Wolgograd in der höchsten russischen Liga auf. Mit GK Dynamo Wolgograd gewann sie 2012, 2013 und 2014 die russische Meisterschaft und stand in der Saison 2014/15 im Final Four der EHF Champions League. Im Sommer 2017 wechselte die Rückraumspielerin zum Ligakonkurrenten GK Lada Toljatti. Zwei Spielzeiten später schloss sie sich dem russischen Erstligisten PGK ZSKA Moskau an. Mit ZSKA gewann sie 2021 die russische Meisterschaft sowie 2022 den russischen Pokal. Zur Saison 2022/23 wechselte sie zu GK Astrachanotschka.
Scharkowa gewann 2011 mit Russland die U-17-Europameisterschaft, 2012 die Silbermedaille bei der U-18-Weltmeisterschaft, 2013 die U-19-Europameisterschaft sowie 2014 die Silbermedaille bei der U20-Weltmeisterschaft. Mittlerweile gehört sie dem Kader der russischen Nationalmannschaft an. Sie nahm mit Russland an der Weltmeisterschaft 2017 und an der Europameisterschaft 2020 teil. Mit der russischen Auswahl gewann sie die Silbermedaille bei den Olympischen Spielen in Tokio. Scharkowa erzielte im Turnierverlauf insgesamt 28 Treffer.
Scharkowa gewann mit der russischen Studentenauswahl die Goldmedaille bei der Universiade 2015 in Gwangju.